# Paula Moraes
Paula Moraes Dias Méssici (28 de setembro de 1982) é uma jornalista brasileira. Sócia-Fundadora e âncora da BM&C News. Foi correspondente da TV Record em Nova York. Foi apresentadora da Record News no Rio de Janeiro e repórter da Record RJ.  Apresentou o Record News Sudeste e as noticias do Rio nos telejornais Hora News e Direto da Redação.
Na Record News em São Paulo apresentou os telejornais Hora News, Página 1 e Mundo Meio Dia da Record News.  Realiza reportagens especiais para o Domingo Espetacular e Jornal da Record. Foi apresentadora e editora do SP Record, da TV Record Rio Preto.
Foi subchefe de jornalismo de maio de 2005 a maio de 2007. Foi apresentadora do telejornal Primeira Edição de novembro de 2005 a outubro de 2006. Foi repórter do Disque Record de abril de 2004 a novembro de 2005. Fez reportagens para os telejornais Fala Brasil, Cidade Alerta, Edição de Notícias e SP no Ar. 
Também foi repórter da TV TEM São José do Rio Preto, afiliada da Rede Globo, em abril de 2004. É formada em jornalismo pela Universidade do Norte Paulista, em 2003, formada em piano clássico em 1999. É casada com o jornalista e CEO da BM&C News Luiz Roberto Méssici.